# Актун-Туничиль-Мукналь
Актун-Туничиль-Мукналь, Actun Tunichil Muknal — пещера в Белизе.

## География
Находится недалеко от города Сан-Игнасио, археологический памятник цивилизации майя, где обнаружены скелеты, керамика и каменные изделия. Наиболее известные из человеческих останков получили название «Хрустальная девушка»: это скелет девушки-подростка, возможно, принесённой в жертву, чьи кости со временем покрылись природными наслоениями и выглядели сверкающими во время открытия (откуда и название). В главной камере обнаружено ещё несколько скелетов.
Керамика, найденная в пещере, представляет особый интерес, поскольку она была преднамеренно продырявлена особыми отверстиями.
Попасть в пещеру можно, перейдя вброд или переплыв через большой пруд. Внутри пещеры, однако, постоянно сухой климат, даже во время ураганов.
Вблизи от пещеры находятся несколько археологических памятников майя — Кахаль-Печ, en:Chaa Creek и Шунантунич.
Актун-Туничиль-Мукналь древними майя рассматривалась как шибальба (вход в ад, преисподнюю).

## Туризм
Туристическое управление Белиза (The Belize Tourism Board) предоставило лицензии на проведение туров в пещеру лишь небольшому количеству турагентов, с тем, чтобы поддерживать разумный баланс между доходами от туризма и сохранением пещеры.
Пещера находится на территории природного заказника Гора Тапира (Tapir Mountain Nature Reserve). Чтобы добраться до пещеры, турист должен около 45 минут подниматься вверх по несложной горной дороге через джунгли. Вход в пещеру затоплен водой, и путешественники должны быть готовы к тому, что могут промокнуть. Пещера состоит из ряда камер, конечной из которых является «Собор», где когда-то проходили церемонии жертвоприношений. Здесь обнаружено 14 скелетных останков и многочисленные образцы древней керамики майя. Чтобы добраться до «Собора», нужно пройти по пещере около 1,5 — 2 часов, поэтому туристы должны быть готовы к тому, что их путешествие по пещере продлится от 4 до 6 часов. Купальные костюмы носить необязательно, достаточно носить быстровысыхающую одежду. Носить обувь запрещено, однако при этом туристы обязаны быть в носках, чтобы не оставлять следы от пота. Гиды обычно носят с собой сухие сумки, в которых можно хранить камеры и другие предметы, которые могут пострадать от воды. В некоторых местах единственным источником света является фонарик на шлеме или переносной фонарь. Температура в пещере довольно прохладная.